# York Road (London Underground)

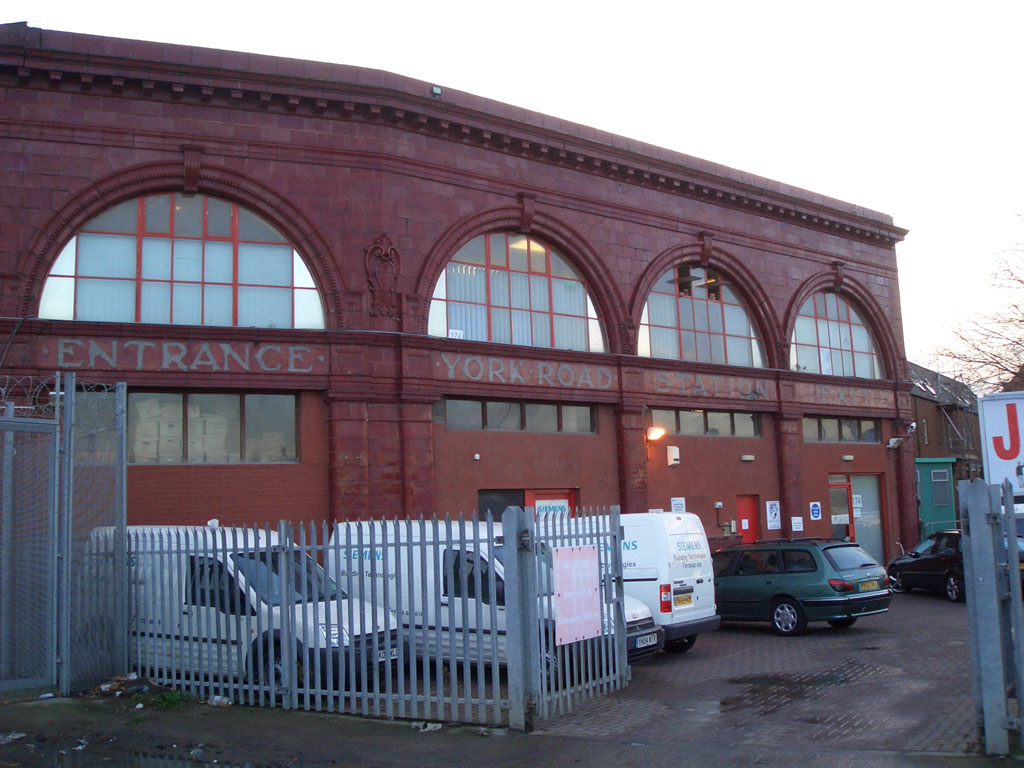
Station York Road im Januar 2005

York Road ist eine ehemalige unterirdische Station der London Underground. Sie befindet sich an der Piccadilly Line zwischen den Stationen King’s Cross St. Pancras und Caledonian Road, an der Kreuzung von York Road (heute York Way) und Bingfield Street.

## Geschichte
Die Eröffnung der Station erfolgte am 15. Dezember 1906 im Rahmen der Inbetriebnahme der damaligen Great Northern, Piccadilly and Brompton Railway zwischen Finsbury Park und Barons Court. Das Stationsgebäude war von Leslie Green im typischen „Hausstil“ der Underground Electric Railways Company of London entworfen worden: Blutrote glasierte Terrakotta-Ziegel, große halbrunde Fenster im oberen Stockwerk und gezahnte Gesimse. Im Gegensatz zu den meisten anderen Stationen an dieser Strecke führten die beiden Aufzüge direkt zu den Bahnsteigen.
Von Anfang an wurde die Station nur wenig genutzt, da sie in einem ärmlichen, industriell geprägten Viertel lag. Ab 5. Mai 1918 war sie an Sonntagen geschlossen, zwischen dem 4. Mai und dem 4. Oktober 1926 sogar ganz. Die endgültige Schließung fand am 17. September 1932 statt. Unmittelbar nordöstlich der Bahnsteige befand sich ein Gleiswechsel. Diese Anlage war bis zum 25. April 1964 in Betrieb. Das Stellwerk (Signalbox) ist vom fahrenden Zug Richtung Caledonian Road immer noch zu sehen. Das Stationsgebäude ist noch vollständig erhalten und wird von einem Privatunternehmen genutzt.
Durch die Revitalisierung der angrenzenden industriellen Brachflächen im Rahmen des Projekts Kings Cross Central wurden Überlegungen, die Station wiederzueröffnen, konkreter. Die Bezirkspolitiker erhoffen sich von der Station eine Entlastung der weiter südlich gelegenen Knotenpunkts King’s Cross St. Pancras sowie eine positive Entwicklung des im Bau befindlichen Wohn- und Geschäftsviertels. Das Verkehrskonzept der zuständigen Planungsbehörden sieht hingegen keine weitere U-Bahn-Station vor. Eine mögliche Wiedereröffnung ist auch abhängig von den verfügbaren finanziellen Mitteln, da die Station von Grund auf neu gestaltet und an die aktuellen Anforderungen angepasst werden müsste, wodurch mit Baukosten von 21 Mio. £ zu rechnen ist.